# Theeae
Theeae es una tribu de la familia Theaceae. Tiene los siguientes géneros:

## Géneros
- Apterosperma
- Camellia
- Laplacea
- Polyspora
- Pyrenaria
- Tutcheria